# Эстиме, Дюмарсе
Дюмарсе Эстиме (фр. Dumarsais Estimé; 21 апреля 1900, Веретт — 20 июля 1953, Нью-Йорк) — государственный и политический деятель Гаити, президент Гаити в 1946—1950 гг.

## Биография
Д. Эстиме родился в небольшом городе в центральном Гаити. Окончил школу Христианских братьев в портовом городе Сен-Марк, затем лицей и местный университет, где изучал математику. После получения диплома некоторое время был учителем математики.
Политическая карьера Д. Эстиме начинается с его избрания в палату депутатов Гаити (Chambre des Deputées). В 1937—1940 годах он — министр сельского хозяйства, труда и воспитания при президенте Стенио Венсане. После свержения диктаторского режима президента Эли Леско Д. Эстиме избирается в 1946 году президентом Гаити — первым президентом-негром за несколько десятилетий, так как ранее Гаити контролировали представители мулатской элиты этой страны. С этой политической силой Д. Эстиме пришлось бороться с самого начала своего правления.
Внешнеполитически в годы президентства Д. Эстиме Гаити следовало полностью в русле проводимой США курса на американском континенте. 30 августа Д. Эстиме подписал Межамериканской договор о взаимной помощи (т. н. «договор Рио»), а 30 апреля 1948 года — Хартию ОАГ.
Во внутренней политике Д.Эстиме способствовал экономическому развитию Гаити. Он создал новую оросительную систему для рисовых плантаций в департаменте Артибонит, построил электростанцию, национализировал собственность корпорации Стандард-Фрут (Standard Fruit), повысил уровень минимальной заработной платы. По инициативе Д. Эстиме на востоке Гаити был основан новый, современный город Белладер. В 1949 году он организовал международную выставку и празднества к 200-летию основания столицы страны, Порт-о-Пренса.

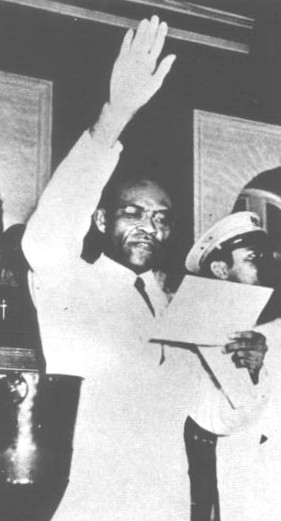
Д. Эстиме вступает в должность президента, 16 августа 1946 года

В то же время в стране, в годы его правления усилились оппозиционные силы, что привело к напряжённости в гаитянском обществе и ухудшению отношений с соседней Доминиканской Республикой. После того, как правительством была отклонена петиция о введении на Гаити избирательного права для женщин, Д. Эстиме издаёт указ об осадном положении в стране (март 1950 года). В связи с этими событиями, а также с выраженным Д. Эстиме намерением выставить свою кандидатуру вновь на выборах в 1952 году (что противоречило конституции), 10 мая 1950 года Д. Эстиме представителями военного руководства Гаити была предъявлена прокламация, в которой объявлялось о его смещении. После этого бывший президент эмигрировал на Ямайку, затем длительное время жил во Франции, скончался в Нью-Йорке.
В годы правления президента Д. Эстиме особым расположением его пользовалась религия-культ вуду.

## Связь с кланом Дювалье
Среди учеников Д. Эстиме, ещё когда он был преподавателем математики, был и ставший впоследствии президентом Гаити Франсуа Дювалье. Дружественные отношения между ними сохранялись и позднее. Так, в 1949 году Д.Эстиме назначает Ф.Дювалье министром здравоохранения и труда. После того, как Ф.Дювалье в 1957 году уже после смерти Д.Эстиме, становится президентом, он назначает его вдову, Люсьену Эстиме, послом Гаити в Брюсселе. Сын Д. Эстиме, Жан-Робер Эстиме, был в 1982—1985 годы, при президентстве сына Ф. Дювалье, Жан-Клода Дювалье, министром иностранных дел Гаити. Люсьена Эстиме вспоминала, что Ф. Дювалье в молодости называл её мужа своим духовным учителем.
Вдова Д. Эстиме, Люсьена Эстиме, в возрасте 86 лет была убита во время нападения грабителей.